# Makunda (Botswana)
Makunda – wieś w Botswanie w dystrykcie Ghanzi. Według spisu ludności z 2011 roku wieś liczyła 674 mieszkańców.